# هرم پاسکال
در ریاضیات هرم پاسکال (انگلیسی: Pascal's pyramid) آرایش سه بعدی از اعداد سه جزیی است؛ که ضرایب بسط سه جمله‌ای و توزیع آن می‌باشد. هرم پاسکال نظیر سه بعدی از مثلث پاسکال دو بعدی، که شامل اعداد دو جمله‌ای و مربوط به بسط دو جمله‌ای و توزیع دو جمله‌ای آن می‌باشد. اعداد دو جمله‌ای و سه جمله‌ای، ضرایب، بسط‌ها، توزیع‌ها، زیر مجموعه‌های ساخت‌های چند جمله‌ای با اسم‌های یکسان می‌باشند. هرم پاسکال با نام دقیق تر «چهار وجهی پاسکال» می‌باشد، زیرا دارای چهار سطح مثلثی است. (اهرام مصر باستان دارای پنج سطح بود: یک پایه مربعی و چهار مثلث اطراف آن)

## ساختار چهاروجهی
به دلیل آن که چهاروجهی یک شیء سه بعدی است، ترسیم آن بر کاغذ یا نمایش آن بر صفحه کامپیوتر دشوار است. فرض کنید چهاروجهی به تعدادی سطح یا کف یا قسمت یا لایه‌هایی تقسیم شده‌است. لایه بالایی (راس) با برچسب "لایه ۰". لایه‌های دیگر را می‌توان دربالای سر چهار وجهی که لایه‌های قبلی آن برداشته شده فرض کرد. شش لایه اول آن به صورت زیراست:
| Layer 0 |
| ۱       |

| Layer 1 |   |   |
| ۱       |   | ۱ |
|         | ۱ |   |

| Layer 2 |   |   |   |   |
| ۱       |   | ۲ |   | ۱ |
|         | ۲ |   | ۲ |   |
|         |   | ۱ |   |   |

| Layer 3 |   |   |   |   |   |   |
| ۱       |   | ۳ |   | ۳ |   | ۱ |
|         | ۳ |   | ۶ |   | ۳ |   |
|         |   | ۳ |   | ۳ |   |   |
|         |   |   | ۱ |   |   |   |

| Layer 4 |   |   |    |    |    |   |   |   |
| ۱       |   | ۴ |    | ۶  |    | ۴ |   | ۱ |
|         | ۴ |   | ۱۲ |    | ۱۲ |   | ۴ |   |
|         |   | ۶ |    | ۱۲ |    | ۶ |   |   |
|         |   |   | ۴  |    | ۴  |   |   |   |
|         |   |   |    | ۱  |    |   |   |   |

| Layer 5 |   |    |    |    |    |    |    |    |   |   |
| ۱       |   | ۵  |    | ۱۰ |    | ۱۰ |    | ۵  |   | ۱ |
|         | ۵ |    | ۲۰ |    | ۳۰ |    | ۲۰ |    | ۵ |   |
|         |   | ۱۰ |    | ۳۰ |    | ۳۰ |    | ۱۰ |   |   |
|         |   |    | ۱۰ |    | ۲۰ |    | ۱۰ |    |   |   |
|         |   |    |    | ۵  |    | ۵  |    |    |   |   |
|         |   |    |    |    | ۱  |    |    |    |   |   |

لایه‌های چهار وجهی به خوبی نشان داده شدند. پس مثلث پاسکال با چهاروجهی متفاوت شده‌است.

## نمای کلی از چهار ضلعی
- در اینجا تقارن سه طرفه اعداد در هر لایه وجود دارد.
- تعداد جملات nامین لایه، nامین شماره مثلثی است: n + 1) × (n + 2) / 2).
- مجموع مقادیر اعداد در nامین لایه 3n
- هر عدد در یک لایه، از مجموع اعداد نزدیک به خود در لایه بالایی به دست می‌آید.
- هر عدد در هر لایه نسبت ساده‌ای از تعداد کل اعداد مجاور در همان لایه است.
- هر عدد در هر لایه ضریب بسط ویا توزیع چند وجهی می‌باشد. این ترتیب غیر خطی موارد زیر را آسان‌تر می‌کند:
  - نمایش منسجمانه بسط سه جمله‌ای
  - محاسبه ضرایب توزیع سه جمله‌ای.
  - محاسبه تعداد هر لایه چهاروجهی.
- اعداد در امتداد سه لبه لایه n ام از اعداد خط n ام مثلث پاسکال می‌باشد؛ و تقریباً تمام خواص ذکر شده در بالا شباهت‌هایی با مثلث پاسکال و ضرایب چندگانه دارند.

## ارتباط با بسط ۳ جمله‌ای
اعداد چهار وجهی از بسط سه جمله‌ای مشتق شده‌است. nامین لایه، ماتریسی با ضرایب مجزا[ماتریس ضرایب] (بدون متغیر یا نماها) از عبارت سه جمله‌ای (به عنوان مثال A + B + C) وجود دارد. عبارت سه جمله‌ای، با ضرب خود بسط داده می‌شود.
```
A + B + C
)
1
 × (
A + B + C
)
n
 = (
A + B + C
)
n
+1
)
```

هر جمله در عبارت اول را در هر جمله در عبارت دوم ضرب می‌شود؛ و سپس ضرایب جملات یکسان (متغیر و نماهای مشابه) را با هم جمع می‌کنیم. در این جا بسط
```
A + B + C
)
4
):
```

1A4B0C0 + 4A3B0C1 + 6A2B0C2 + 4A1B0C3 + 1A0B0C4 +

4A3B1C0 + 12A2B1C1 + 12A1B1C2 + 4A0B1C3 +

6A2B2C0 + 12A1B2C1 + 6A0B2C2 +

4A1B3C0 + 4A0B3C1 +

1A0B4C0    

نوشتن بسط بدین صورت آن را قابل فهم تر می‌کند. هم چنین ارتباط بین چهار وجهی را نمایش می‌دهد که با ضرایب لایه چهارم برابر است.
توان‌ها، متغیرها و ضرایب اشاره شده که نوشته نشدند، ارتباط دیگری بین چهار وجهی را نمایش می‌دهد. (معمولاً "B1" برابر B و "1A" برابر A و "C0" برابر ۱ می‌باشد. مجموع نماهای هرجمله برابر شماره(n) لایه بوده(۴ در این مثال). به‌طور عمده، ضرایب را متوان از روی توان‌ها به‌طور مستقیم محاسبه نمود. فرمول مورد نظر
((!x + y + z)! / (x! × y! × z می‌باشد که به ترتیب x,y,z توان‌های A, B, C می‌باشند. برای لایه ۴ام داریم:
{\displaystyle \textstyle {(4+0+0)! \over 4!\times 0!\times 0!}\ {(3+0+1)! \over 3!\times 0!\times 1!}\ {(2+0+2)! \over 2!\times 0!\times 2!}\ {(1+0+3)! \over 1!\times 0!\times 3!}\ {(0+0+4)! \over 0!\times 0!\times 4!}}
{\displaystyle \textstyle {(3+1+0)! \over 3!\times 1!\times 0!}\ {(2+1+1)! \over 2!\times 1!\times 1!}\ {(1+1+2)! \over 1!\times 1!\times 2!}\ {(0+1+3)! \over 0!\times 1!\times 3!}}
{\displaystyle \textstyle {(2+2+0)! \over 2!\times 2!\times 0!}\ {(1+2+1)! \over 1!\times 2!\times 1!}\ {(0+2+2)! \over 0!\times 2!\times 2!}}
{\displaystyle \textstyle {(1+3+0)! \over 1!\times 3!\times 0!}\ {(0+3+1)! \over 0!\times 3!\times 1!}}
{\displaystyle \textstyle {(0+4+0)! \over 0!\times 4!\times 0!}}
توان‌های هر جملهٔ بسط به خوبی دیده می‌شود و این فرمول‌ها، ضرایب بسط (با انحصار به هر جمله) و ضرایب چهاروجهی لایه چهارم ساده می‌کنند.

## ارتباط توزیع چند جمله‌ای
تعداد چهار وجهی‌ها را همچنین می‌توان در توزیع سه جمله‌ای یافت. این یک توزیع احتمال گسسته است که برای تعیین شانس ترکیبی از وقایع با توجه به سه پیش آمد ممکن
که رخ می‌دهد؛ تعداد راه‌هایی که وقایع می‌توانند رخ بدهند ضربدر احتمالاتی است که روی می‌دهد. فرمول توزیع سه جمله‌ای به صورت زیر است:
که x, y, z تعداد دفعاتی است هریک از این سه پیش آمد رخ می‌دهد. n تعداد از آزمایش‌های است و برابر است با مجموع x+y+z PA, PB, PC احتمالاتی است که هریک از این سه پیش آمد ممکن است رخ دهد.
به عنوان مثال، در یک انتخابات سه جانبه، نامزدها این رای‌ها را اخذ کردند: A, 16%; B, 30%; C, 54%. شانس این که گروهی چهار نفره شامل رأی دهندگانی باشد به شرطی که ۱ رأی به Aو ۱ رأی به B و ۲ رأی به c داده باشند، چقدر است؟ جواب به شرح زیر است:
```
[ ۴! / ( ۱! × ۱! × ۲!) ] × [ (16%)
1
 × (30%)
1
 × (54%)
2
] = ۱۲ × ۰٫۰۱۴۰ = ۱۷٪
```

عدد ۱۲ ضریب این احتمال است و این تعداد ترکیباتی است که این گروه "۱۱۲" می‌توانند پر کنند. ۱۵ مدل مختلف، این گروه چهار نفره می‌توانند رأی بدهند. عبارات برای همهٔ ۱۵ تای این ضرایب بدین سان است:
{\displaystyle \textstyle {4! \over 4!\times 0!\times 0!}\ {4! \over 3!\times 0!\times 1!}\ {4! \over 2!\times 0!\times 2!}\ {4! \over 1!\times 0!\times 3!}\ {4! \over 0!\times 0!\times 4!}}
{\displaystyle \textstyle {4! \over 3!\times 1!\times 0!}\ {4! \over 2!\times 1!\times 1!}\ {4! \over 1!\times 1!\times 2!}\ {4! \over 0!\times 1!\times 3!}}
{\displaystyle \textstyle {4! \over 2!\times 2!\times 0!}\ {4! \over 1!\times 2!\times 1!}\ {4! \over 0!\times 2!\times 2!}}
{\displaystyle \textstyle {4! \over 1!\times 3!\times 0!}\ {4! \over 0!\times 3!\times 1!}}
{\displaystyle \textstyle {4! \over 0!\times 4!\times 0!}}
صورت کسر (بالای خط) این کسرها برای همه عبارات یکسان است. این گروه، با حجم نمونه چهار نفره، نشان می‌دهد که ضرایب این ترتیب‌ها را می‌توان در لایه ۴ از چهار وجهی یافت.
سه عدد در مخرج (زیر خط) تعدادی از اعضای گروه می‌باشد که به ترتیب به A، B، C رأی دادند.
معمولاً برای بیان توابع ترکیبی، از مختصرنویسی به شکل «انتخاب» استفاده می‌شود. (بخوانید انتخاب ۰و۰و۴ از ۴)
{\displaystyle \textstyle {4 \choose 4,0,0}\ {4 \choose 3,0,1}\ {4 \choose 2,0,2}\ {4 \choose 1,0,3}\ {4 \choose 0,0,4}}
{\displaystyle \textstyle {4 \choose 3,1,0}\ {4 \choose 2,1,1}\ {4 \choose 1,1,2}\ {4 \choose 0,1,3}}
{\displaystyle \textstyle {4 \choose 2,2,0}\ {4 \choose 1,2,1}\ {4 \choose 0,2,2}}
{\displaystyle \textstyle {4 \choose 1,3,0}\ {4 \choose 0,3,1}}
{\displaystyle \textstyle {4 \choose 0,4,0}}
که مقادیر این عبارات، برابر ضرایب لایه چهارم چهاروجهی است؛ که می‌توان آن را به هر لایه با تغییر اندازه نمونه به n تعمیم داد.
شکل زیر بیان مجموع همه ضرایب لایه nام را ساده‌تر می‌کند.

## اضافه کردن ضرایب بین لایه‌ها
اعداد هر لایه (n) در چندوجهی، مجموع سه عدد مجاور لایه قبلی[بالایی] (1-n) می‌باشد. دیدن این ارتباط، بدون آمیختن لایه‌ها باهم، نسبتاً دشوار است. در زیر اعداد لایه سوم، به صورت مایل، در بین اعداد درشت شده لایه چهارم، جا داده شده‌است.
| ۱ |   | ۴ |    | ۶  |    | ۴ |   | ۱ |
|   | ۱ |   | ۳  |    | ۳  |   | ۱ |   |
|   | ۴ |   | ۱۲ |    | ۱۲ |   | ۴ |   |
|   |   | ۳ |    | ۶  |    | ۳ |   |   |
|   |   | ۶ |    | ۱۲ |    | ۶ |   |   |
|   |   |   | ۳  |    | ۳  |   |   |   |
|   |   |   | ۴  |    | ۴  |   |   |   |
|   |   |   |    | ۱  |    |   |   |   |
|   |   |   |    | ۱  |    |   |   |   |

ارتباط مورد نظر با عدد مرکزی پایین درلایه چهارم نشان داده شده‌است؛ که آن با ۳ عدد از لایه سوم محاصره شده‌است: ۶ از شمال، ۳ از جنوب شرقی و ۳ از جنوب غربی آن. (اعداد در لبه‌ها فقط ۲ عدد مجاور در لایه بالایی خود دارند و اعداد گوشه‌ای فقط یک عدد مجاور خود دارند و به همین دلیل همواره مقدار یک را دارا می‌باشند. اعدادی که نیستند را می‌توان صفر در نظر گرفت؛ پس مشکلی برای تعمیم وجود ندارد)
این ارتباط بین لایه‌های مجاور، یک ارتباط خارق‌العاده نیست! در عوض، آن با به انجام رسیدن دو مرحله فرایند بسط سه جمله می‌باشد.
در ادامه این مثال، در مرحله اول، هر جملهٔ (A + B + C)3) در عبارت A + B + C)1) ضرب می‌شود. فقط ۳تا از این ضرب‌ها در این میان جالب هستند.
| جملات لایه سوم | ضربدر | جملهٔ حاصل |
| 6A1B1C1        | 1B1   | 6A1B2C1   |
| 3A1B2C0        | 1C1   | 3A1B2C1   |
| 3A0B2C1        | 1A1   | 3A1B2C1   |

(ضرب جملات مشابه، فقط بر نمای آن جمله می‌افزاید)
سپس در مرحله دوم، با جمع جملات مشابه (توان و پایه یکسان) داریم: 12A1B2C1
که این جمله‌ای از A + B + C)4) می‌باشد. درحالی که ۱۲ ضریب لایه چهارم چهاروجهی می‌باشد.
به صورت نمادین، رابطه جمع به صورت زیر بیان می‌شود:
که (C(x,y،z ضریب جمله با توان‌های ترتیبی x, y, z و x+y+z = n شماره لایه چهار وجهی می‌باشد.
این رابطه تنها زمانی که بسط سه جمله‌ای به شکل غیر خطی همانند فرمی که در این بخش (ارتباط بسط سه جمله‌ای) نشان داده شد، مرتب شود، به کار می‌آید.

## روابط بین ضرایب یک لایه
در هر لایهٔ چندوجهی، همه اعداد به سادگی نسبتی از اعداد مجاور می‌باشند. رابطه در جفت اعداد مجاور افقی در لایه چهارم نشان داده شده‌است:
1   <1:4>   4   <2:3>   6   <3:2>   4   <4:1>   1

4   <1:3>   12   <2:2>   12   <3:1>   4

6   <1:2>   12   <2:1>   6

4   <1:1>   4

1

از آنجا که چهاروجهی دارای تقارن ۳طرفه است، رابطهٔ نسبتی، همانند مسیر افقی، در مسیرهای قطری نیز برقرار است (در هر دو طرف). نسبت‌ها توسط توان‌های جملات مجاور مربوط بسط سه جمله‌ای کنترل می‌شوند.
برای مثال، یک نسبت در شکل بالا،
۴ <1:۳> ۱۲
می‌باشد که جملات مربوطه در بسط سه جمله‌ای،
4A3B1C0 و 12A2B1C1
است. قوانین زیر برای همه ضرایب جفت‌های مجاور جملات در بسط سه جمله‌ای بر قرار است:
- توان یکی از متغیرها بدون تغییر باقی می‌ماند و می‌توان از آن صرف نظر کرد. (B در این مثال)
- برای ۲ متغیر دیگر، توان یکی ۱ واحد افزایش و دیگری ۱ واحد کاهش می‌یابد.
  - ضرایب A در این جملات ۲و۳ هستند. (عدد بزرگتر در جمله سمت چپ)
  - ضرایب C نیز در این جملات ۰و۱ هستند (عدد بزرگتر در جمله سمت راست)
- ضرایب و توان‌های بزرگتر به هم مربوط می‌شوند:
  - ۴ × ۳ = ۱۲ × ۱
  - ۴ / ۱۲ = ۱ / ۳
- این روابط نسبت "۱:۳" را به دست می‌دهند.

این قاون برای همهٔ جفت‌های افقی و اریب برقرارست.
این رابطه نسبتی (تا حدودی طاقت فرسا) راه دیگری برای محاسبه ضرایب چهار ضلعی را فراهم می‌کند:
ضریب جمله مجاور، برابر ضریب جمله فعلی ضربدر توان متغیر با کاهش توانی تقسیم بر توان متغیر با افزایش توانی می‌باشد.
نسبت ضرایب مجاور وقتی که با نمادها نشان داده شد، واضح تر بود! هر جمله می‌تواند شمال حداکثر ۶ جمله مجاور باشد.
برای x = 0:     C(x,y،z−۱) = C(x,y−1,z) × z / y     C(x,y−1,z) = C(x,y،z−۱) × y / z

برای y = 0:     C(x−1,y،z) = C(x,y،z−۱) × x / z     C(x,y،z−۱) = C(x−1,y،z) × z / x

برای z = 0:     C(x,y−1,z) = C(x−1,y،z) × y / x     C(x−1,y،z) = C(x,y−1,z) × x / y

که (C(x,y،z ضریب و x,y،z نماها می‌باشند. در روزهای گذشته، کامپیوترهای شخصی و ماشین حساب‌های جیبی از این شیوه به عنوان میانبر دانش آموز برای نوشتن بسط دوجمله‌ای بدون بسط جبری خسته‌کننده یا محاسبات فاکتوریل ناشیانه استفاده می‌شد.
این رابطه نیز تنها زمانی که بسط سه جمله‌ای به شکل غیر خطی همانند فرمی که در این بخش (ارتباط بسط سه جمله‌ای) نشان داده شد، مرتب شود، به کار می‌آید.

## روابط در مثلث پاسکال
می‌دانید که اعداد روی سه یال بیرونی لایه nام چهاروجهی، همانند اعداد سطر nام مثلث پاسکال می‌باشد. با این حال، روابط بین اعداد، بیش از یک نوار عددی می‌باشد. این روابط با مقایسه لایه چهارم چهاروجهی و خط چهارم مثلث پاسکال به خوبی نشان داده خواهد شد.
Pascal's triangle

1

1       1

1       2       1

1       3       3       1

1       4       6       4       1

Tetrahedron Layer 4

1       4       6       4       1

4      12     12      4

6      12      6

4       4

1

با ضرب کردن سطر nام مثلث پاسکال در همهٔ سطرهای خود به‌طوری‌که به ترتیب هرسطر یکی از اعداد را ضریب بگیرد،n امین لایهٔ چهار وجهی به دست می‌آید. درمثال زیر، اعداد مثلث پاسکال، مایل، و اعداد هرم درشت‌نویس هستند.
1

× ۱ =

۱
1       1

× ۴ =

4       ۴
1       2       1

× ۶ =

6      12      ۶
1       3       3       1

× ۴ =

4      12     12      ۴
1       4       6       4       1

× ۱ =

1       4       6       4       1

ضرایب (۱ ۴ ۶ ۴ ۱) خط چهارم مثلث خیام-پاسکال را تشکیل می‌دهند.
این رابطه، راحت‌ترین و سریع‌ترین راه محاسبهٔ هر لایه از چهاروجهی می‌باشد بدون نیاز به محاسبهٔ فاکتوریل که به سرعت اعداد بزرگی را تولید می‌کند. (ماشین حساب‌های اعداد بزرگ و دقیق در محاسبهٔ لایه‌های بزرگتر از ۲۰۰ بسیار کند عمل می‌کنند)
اگر ضرایب مثلث خیام-پاسکال با نماد C(i,j) بیان شود و ضرایب چندوجهی با نماد C(n,i،j) که n لایه چندوجهی، i شماره ردیف و j ستون باشد، آنگاه رابطه نمادین به صورت زیر است:
(که i, j, n در اینجا توان‌ها نیستند و فقط شاخص برچسبی متوالی هستند)

## هم ارز ضرایب چندجمله‌ای و مثلث پاسکال
جدول زیر ویژگی‌های بسط و توزیع سه جمله‌ای را خلاصه می‌کند و آن‌ها را با بسط و توزیع دوجمله‌ای و چندجمله‌ای مقایسه می‌کند:
| Type of polynomial             | bi-nomial      | tri-nomial          | multi-nomial                         |
| ------------------------------ | -------------- | ------------------- | ------------------------------------ |
| Order of polynomial            | ۲              | ۳                   | m                                    |
| Example of polynomial          | A+B            | A+B+C               | A+B+C+... +M                         |
| Geometric structure            | triangle       | tetrahedron         | m-simplex                            |
| Element structure              | line           | layer               | group                                |
| Symmetry of element            | 2-way          | 3-way               | m-way                                |
| Number of terms per element    | n+1            | n+1) × (n+2) / 2 )  | (n+1) × (n+2) ×... × (n+m−1) / (m−۱) |
| Sum of values per element      | 2n             | 3n                  | mn                                   |
| Example of term                | AxBy           | AxByCz              | AxByCz...Mm                          |
| Sum of exponents, all terms    | n              | n                   | n                                    |
| Coefficient equation           | (!n! / (x! × y | (!n! / (x! × y! × z | (!n! / (x1! × x2! × x3! ×... × xm    |
| Sum of coefficients "above"    | ۲              | ۳                   | m                                    |
| Ratio of adjacent coefficients | ۲              | ۶                   | (m × (m−۱                            |

^ 
نکته اول:
سیمپلکس ساده‌ترین شکل هندسی خطی است که در هر بعد وجود دارد. چهاروجهی‌ها و مثلث به ترتیب نمونه در ابعاد ۳ و ۲ می‌باشند.
^ 
نکته دوم:
فرمول در بسط دوجمله‌ای معمولاً بدین شکل بیان می‌شود: ((!n! / (x! × (n−x; که n−x = y.

## ویژگی‌های دیگر

### توان‌سازی
لایهٔ تصادفی را می‌توان در یک مرحله با فرمول زیر به دست آورد:
{\displaystyle \left(b^{d\left(n+1\right)}+b^{d}+1\right)^{n},}
که در آن b مبنا و d تعداد ارقام هریک از ضرایب چندجمله‌ای مرکزی می‌باشد که
{\displaystyle \textstyle d=1+\left\lfloor \log _{b}{n \choose k_{1},k_{2},k_{3}}\right\rfloor ,\ \sum _{i=1}^{3}{k_{i}}=n,\ \left\lfloor {\frac {n}{3}}\right\rfloor \leq k_{i}\leq \left\lceil {\frac {n}{3}}\right\rceil ,}
سپس ارقام حاصل آن را با d(n+1) بسته‌بندی می‌نماییم؛ به اندازه d جدا کرده و و صفرهای پیشرو را حذف می‌کنیم. این روش با تعمیم ابعاد مختلف، می‌تواند اقسام سیمپلکس پاسکال را فرا گیرد.

### مثال‌ها

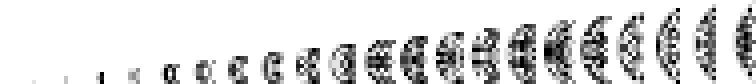
Pascal's pyramid layer #20.

برای مبنای b = 10, n = 5, d = ۲:
{\displaystyle \textstyle \left(10^{12}+10^{2}+1\right)^{5}}
```
= 1000000000101
5

= ۱۰۰۰۰۰۰۰۰۰۵۰۵۰۰۰۰۰۰۱۰۲۰۱۰۰۰۰۰۱۰۳۰۳۰۱۰۰۰۰۵۲۰۳۰۲۰۰۵۰۱۰۵۱۰۱۰۰۵۰۱
```

```
 ۱ ۱ ۱
 ۰۰۰۰۰۰۰۰۰۵۰۵ ۰۰ ۰۰ ۰۰ ۰۰ ۰۵ ۰۵ .. .. .. .. .۵ .۵
 ۰۰۰۰۰۰۱۰۲۰۱۰ ۰۰ ۰۰ ۰۰ ۱۰ ۲۰ ۱۰ .. .. .. ۱۰ ۲۰ ۱۰
~ ۰۰۰۰۱۰۳۰۳۰۱۰ ~ ۰۰ ۰۰ ۱۰ ۳۰ ۳۰ ۱۰ ~ .. .. ۱۰ ۳۰ ۳۰ ۱۰
 ۰۰۰۵۲۰۳۰۲۰۰۵ ۰۰ ۰۵ ۲۰ ۳۰ ۲۰ ۰۵ .. .۵ ۲۰ ۳۰ ۲۰ .۵
 ۰۱۰۵۱۰۱۰۰۵۰۱ ۰۱ ۰۵ ۱۰ ۱۰ ۰۵ ۰۱ .۱ .۵ ۱۰ ۱۰ .۵ .۱
بسته‌بندی با 
(d(n+1
 با فاصلهٔ 
d
 و صفرهای پیشین حذف شده
```

برای مبنای b = 10, n = 20, d = ۹:
{\displaystyle \textstyle \left(10^{189}+10^{9}+1\right)^{20}}

### مجموع ضرایب ردیف‌ها در یک لایه
با جمع کردن اعداد هر ردیف در لایه n در هرم پاسکال، داریم:
{\displaystyle \left(b^{d}+2\right)^{n},}
که b مبنا و d تعداد ارقام مجموع ردیف میانی (دارای بیش‌ترین مجموع)
برای مبنای b = ۱۰:
```
 ۱ ~ ۱ \ ۱ ~ ۱ \ ۱ ~ ۱ \ ۱ ~ ۱ \ ۱ ~ ۱
--- ۱ \ ۱ ~ ۲ \ ۲ \ ۲ ~ ۴ \ ۳ \ ۳ ~ ۰۶ \ ۴ \ ۴ ~ ۰۸
 ۱ ---- ۱ \ ۲ \ ۱ ~ ۴ \ ۳ \ ۶ \ ۳ ~ ۱۲ \ ۶ \۱۲ \ ۶ ~ ۲۴
 ۱ ۲ ---- ۱ \ ۳ \ ۳ \ ۱ ~ ۰۸ \ ۴ \۱۲ \۱۲ \ ۴ ~ ۳۲
 ۱ ۴ ۴ ---- ۱ \ ۴ \ ۶ \ ۴ \ ۱ ~ ۱۶
 ۱ ۰۶ ۱۲ ۰۸ ----
 ۱ ۰۸ ۲۴ ۳۲ ۱۶
```

```
12
0
 12
1
 12
2
 102
3
 102
4
```

### مجموع ضرایب ستون‌ها در یک لایه
با جمع کردن اعداد هر ردیف در لایه n در هرم پاسکال، داریم:
{\displaystyle \left(b^{2d}+b^{d}+1\right)^{n},}
که b مبنا و d تعداد ارقام مجموع ردیف میانی (دارای بیش‌ترین مجموع)
برای مبنای b = ۱۰:
```
 ۱ |۱| |۱| |۱| | ۱| | ۱|
--- ۱| |۱ |۲| |۲| |۳| |۳| | ۴| | ۴| | ۵| | ۵|
 ۱ ---- ۱| |۲| |۱ |۳| |۶| |۳| | ۶| |۱۲| | ۶| |۱۰| |۲۰| |۱۰|
 ۱ ۱ ۱ ---- ۱| |۳| |۳| |۱ | ۴| |۱۲| |۱۲| | ۴| |۱۰| |۳۰| |۳۰| |۱۰|
 ۱ ۲ ۳ ۲ ۱ ---- ۱| | ۴| | ۶| | ۴| | ۱ | ۵| |۲۰| |۳۰| |۲۰| | ۵|
 ۱ ۳ ۶ ۷ ۶ ۳ ۱ ---- ۱| | ۵| |۱۰| |۱۰| | ۵| | ۱
 ۱ ۰۴ ۱۰ ۱۶ ۱۹ ۱۶ ۱۰ ۰۴ ۰۱ ----
 ۱ ۰۵ ۱۵ ۳۰ ۴۵ ۵۱ ۴۵ ۳۰ ۱۵ ۰۵ ۰۱
```

```
111
0
 111
1
 111
2
 111
3
 10101
4
 10101
5
```

## کاربرد
در ژنتیک، معمولاً از هرم پاسکال برای پیدا کردن نسبت بین ژنوتیپ‌های مختلف در یک عبور مشابه استفاده می‌شود که توسط بررسی خطی که معادل تعداد فنوتیپ (ژنوتیپ + ۱) است انجام می‌شود. این خط همان نسبت خواهد بود. [جزئیات بیشتر مورد نیاز است]